# Rhynchothalestris tenuicornis
Rhynchothalestris tenuicornis is een eenoogkreeftjessoort uit de familie van de Rhynchothalestridae. De wetenschappelijke naam van de soort is voor het eerst geldig gepubliceerd in 1910 door Brady.